# Jan Jagla
Jan Jagla (Berlin, 25 de junho de 1981) é um basquetebolista profissional alemão, atualmente joga no Asseco Prokom Gdynia.

## Carreira
Jagla integrou o elenco da Seleção Alemã de Basquetebol nas Olimpíadas de 2008